# التصنيفات الدولية لبوركينا فاسو
تتضمن القائمة التالية التصنيفات الدولية لبوركينا فاسو.

## التصنيفات الدولية
| المنظمة                          | الاستطلاع                   | التصنيف    |
| -------------------------------- | --------------------------- | ---------- |
| معهد الاقتصاد والسلام            | مؤشر السلام العالمي         | 71 من 144  |
| برنامج الأمم المتحدة الإنمائي    | مؤشر التنمية البشرية        | 177 من 182 |
| منظمة الشفافية الدولية           | مؤشر مدركات الفساد          | 79 من 180  |
| المنتدى الاقتصادي العالمي        | تقرير التنافسية العالمية    | 128 من 133 |
| مؤسسة مو إبراهيم                 | مؤشر إبراهيم                | 27 من 52   |
| المنظمة العالمية للملكية الفكرية | مؤشر الابتكار العالمي، 2024 | 129 من 133 |